# Kościół św. Geroncjusza i Wniebowzięcia Najświętszej Maryi Panny w Sławnie
Kościół świętego Geroncjusza i Wniebowzięcia Najświętszej Maryi Panny – rzymskokatolicki kościół parafialny należący do parafii pod tym samym wezwaniem (dekanat żarnowski diecezji radomskiej).

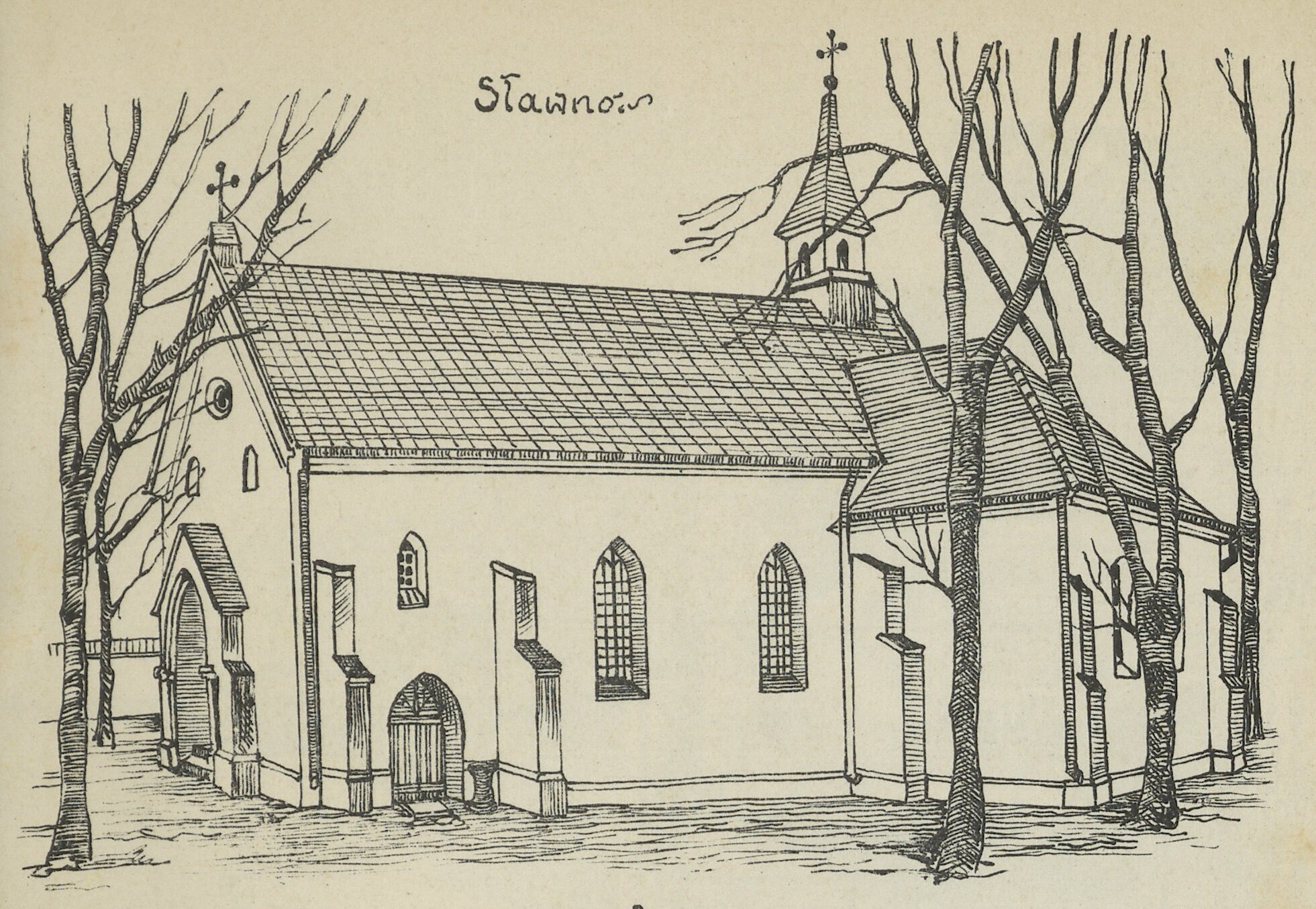
Kościół przed 1913

Jest to świątynia wybudowana w 1852 roku dzięki staraniom księdza Józefa Jopkiewicza przy współudziale właściciela wsi Ignacego Bogusławskiego i parafian. Konsekrowana została w dniu 24 maja 1888 roku przez biskupa Antoniego Franciszka Sotkiewicza. Budowla została wzniesiona na planie krzyża, jest orientowana, składa się z jednej nawy, zbudowana została z piaskowca.
We wnętrzu kościoła można zobaczyć obraz Matki Boskiej z Dzieciątkiem namalowany w XVII wieku oraz późnogotycką rzeźbę św. Jana Ewangelisty wykonaną około 1500 roku.